# Dichotomius opalescens
Dichotomius opalescens là một loài bọ cánh cứng trong họ Bọ hung (Scarabaeidae).